# Пам'ятник Габдуллі Тукаю (Казань)
Пам'ятник Габдуллі Тукаю, великому татарському народному поетові, літературному критику, публіцисту, громадському діячеві і перекладачеві, встановлений у Казані на вулиці Пушкіна в сквері імені Г. Тукая у Вахітовському районі міста.

## Опис
Авторами пам'ятника є Садрі Салахович Ахун, Лев Юхимович Кербель і Лев Мойсейович Писаревський.
Пам'ятник представляє собою бронзову фігуру Габдулли Тукая з розкритою книгою в руці, встановлену на високий постамент з чорного лабрадориту. Постамент знаходиться на квадратній основі, внизу є чотиригранник, який поступово переходить у восьмигранник. Нижня частина постаменту оперезана татарським народним орнаментом. На передній частині постаменту кирилицею і арабським алфавітом викарбувано напис «Габдулла Тукай. 1886—1913».
Пам'ятник був відкритий 1958 року відповідно до Постанови Ради Міністрів РРФСР № 1327, додаток 1 від 30.08.1960 р., пам'ятник був визнаний об'єктом культурної спадщини федерального значення.